# Plaesius edentulus
Plaesius edentulus är en skalbaggsart som beskrevs av Lewis 1906. Plaesius edentulus ingår i släktet Plaesius och familjen stumpbaggar. Inga underarter finns listade i Catalogue of Life.